# Belutschistan (Pakistan)
Die pakistanische Provinz Belutschistan bildet den östlichen Teil der Region Belutschistan. Der westliche Teil der Region gehört zu Iran. Die Hauptstadt der Provinz ist Quetta.
Belutschistan ist mit einer Fläche von 347.190 km² die größte Provinz Pakistans. Diese Fläche entspricht in etwa der Fläche Deutschlands. Allerdings ist Belutschistan mit ca. 14,9 Mio. Einwohnern (2023) zugleich die am geringsten besiedelte Provinz des Landes. Große Teile der Provinz bestehen aus Wüsten.

## Geographie
Belutschistan grenzt an die Provinzen Chaibar Pachtunchwa (engl. Khyber Pakhtunkhwa, ehemals Stammesgebiete unter Bundesverwaltung), Punjab und Sindh, sowie an das Arabische Meer, Iran und Afghanistan (im Uhrzeigersinn, beginnend im Nordosten).
Die Provinz lässt sich in drei natürliche Großräume gliedern: Im Westen hat es Anteil an der abflusslosen inneriranischen Beckenlandschaft, der Zentralbereich wird durch den Gebirgsfächer gekennzeichnet, der sich von der Virgation (Auseinandertreten von Gebirgsfalten) des Ararat bis zu den Pamiren erstreckt, im Osten und Südosten schließen sich die Tieflandsbuchten des Industieflandes mit ausgedehnten Schwemmlandebenen an.
Die Wüstenbecken sind durch weite salzbedeckte Endseen und ausgedehnte Flugsand- und Dünenfelder geprägt. Vorherrschend sind mineralisierte und tonige Böden mit geringem Grundwasservorkommen. Klimatisch ist dieser Raum praktisch frostfrei, die Jahresmitteltemperaturen haben ihr Minimum im Januar (11 °C) und ihr Maximum im Juli (35,9 °C).
Das Hochland verfügt über ein deutlich kühleres Klima. Im zentralen Teil des Gebietes kann es zwischen November und Februar zu Schneefällen und zahlreichen Frosttagen kommen. Der überwiegende Teil des Hochlandes ist allerdings arm an Niederschlägen. Lediglich im nordöstlichen Teil kann es durch den Monsun zu höheren Sommerniederschlägen kommen. Dort sind die Temperaturschwankungen relativ gemäßigt. Der südliche Teil zeichnet sich dagegen durch deutlich höhere Temperaturen aus. Im Westen des zentralen Hochlandes gibt es einige Oasen.
Die Tieflandsbucht von Kachhi Sibi verfügt über weite aus lehmartigen und sandigen Böden aufgebaute Terrassen. Die Sommer sind von hohen Temperaturen mit hoher Luftfeuchtigkeit geprägt. Die Winter sind dagegen warmgemäßigt. Die Tieflandsbucht von Las Bela ist in morphologischer und hydrologischer Hinsicht der von Kachhi Sibi ähnlich, die Temperaturen und die Luftfeuchtigkeit sind aber niedriger. Der Küstenstreifen von Mekran am Arabischen Meer verfügt dagegen über hohe Luftfeuchtigkeit in Verbindung mit sehr geringen Niederschlägen. Die Böden sind sandig und mineralisiert.
Der höchste Gipfel der Region ist der Loe Nekan.

## Bevölkerung

Stark vereinfachte Karte der ethnischen Verhältnisse in Pakistan und den angrenzenden Gebieten Irans und Afghanistans aus dem Jahr 1980. Hindko und Saraiki werden hier nicht als eigene Sprachen betrachtet und Brahui ganz vernachlässigt.

Die Grenzen Belutschistans wurden im 19. Jahrhundert durch die britische Kolonialmacht ohne Berücksichtigung der Verbreitung der ethnischen Gruppen gezogen. Auch bei der Einrichtung der Provinz Belutschistan im unabhängigen Pakistan im Jahr 1970 wurde auf die alten kolonialen Grenzen zurückgegriffen und keine an ethnisch-sprachlichen Kriterien orientierte Neueinteilung versucht. So wohnt heute eine Vielzahl von ethnischen Gruppen in diesem Gebiet, wobei die Belutschen, die Brahui und die Paschtunen die größten ethnischen Bevölkerungsgruppen stellen. Zusammen machen sie knapp 90 % der Bevölkerung aus. Bei der Volkszählung 2017 verteilten sich die Sprecherzahlen wie folgt:
| Sprache         | Sprecherzahl | in Prozent |
| --------------- | ------------ | ---------- |
| Belutschisch    | 4.377.825    | 35,49      |
| Paschtunisch    | 4.359.533    | 35,34      |
| Brahui          | 2.112.295    | 17,12      |
| Sindhi          | 562.309      | 4,56       |
| Saraiki         | 326.656      | 2,65       |
| Panjabi         | 139.207      | 1,13       |
| Urdu            | 100.528      | 0,81       |
| Hindko          | 34.301       | 0,28       |
| Kashmiri        | 17.803       | 0,14       |
| Andere Sprachen | 304.672      | 2,47       |
| Gesamt          | 12.335.129   | 100,00     |

Die jeweiligen Siedlungsgebiete der Paschtunen und der Belutschen gehen weit über das Gebiet der Provinz Belutschistan hinaus. So wohnen Belutschen auch in der iranischen Provinz Belutschistan und in Teilen des Sindhs und des Punjabs. Das überwiegend von Paschtunen besiedelte Gebiet erstreckt sich vom Süden Afghanistans über die Provinz Khyber Pakhtunkhwa bis in den Norden Belutschistans. In Belutschistan stellen sie nördlich der Linie Quetta-Barchan die größte Gruppe der Bevölkerung. Durch die große Zahl an Paschtunen, die als Flüchtlinge nach 1979 aus Afghanistan gekommen sind, hat ihr politisches Gewicht zugenommen.
Die willkürliche Grenzziehung durch ethnische Gruppen hindurch ist bis heute von vielen nicht akzeptiert worden und hat immer wieder zur Forderung nach einem „Großbelutschistan“ geführt. Zwischen dem 15. August 1947 und dem 28. März 1948 bestand unter dem Khan von Kalat ein unabhängiges Belutschistan, das aber unter dem Druck der pakistanischen Führer Pakistan eingegliedert wurde. Einen ausführlichen Überblick über die Großbelutschistanfrage liefert das Buch „The Problem of Greater Baluchistan“ von Inayatullah Baloch (1987).
Der Khan von Kalat war jedoch kein Belutsche, sondern ein Stammesmitglied der Brahui, die schon vor der britischen Herrschaft in einem Subreich unter den paschtunischen Ghilzai das gesamte südliche Belutschistan beherrschten. Deren Siedlungsgebiet liegt praktisch gänzlich innerhalb dieser Provinz und erstreckt sich südlich der Linie Nushki-Quetta-Sibi bis zur Küste des Arabischen Meeres.
Das Wohlstands- und Bildungsniveau in der abgelegenen und schwer zugänglichen Provinz gilt als unterdurchschnittlich. Die Alphabetisierungsrate in den Jahren 2014/15 bei der Bevölkerung ab 10 Jahren lag bei 44 % (Frauen: 25 %, Männer: 61 %) und war damit die niedrigste unter den vier Provinzen von Pakistan.

### Bevölkerungsentwicklung
Zensusbevölkerung von Belutschistan seit der ersten Volkszählung im Jahr 1951.
| Zensusjahr | Einwohnerzahl |
| ---------- | ------------- |
| 1951       | 1.167.167     |
| 1961       | 1.353.484     |
| 1972       | 2.428.678     |
| 1981       | 4.332.376     |
| 1998       | 6.565.885     |
| 2017       | 12.335.129    |
| 2023       | 14.894.402    |

## Verwaltungsgliederung

Distrikteinteilung im Jahr 1973

Die 34 Distrikte der Provinz Belutschistan im Jahr 2021.

Nach Aufgabe des Einheitsstaatskonzepts („One-Unit“) und Einrichtung der Provinz Belutschistan am 1. Juli 1970 war diese zunächst in neun Distrikte eingeteilt (Quetta-Pishin, Sibi, Loralai, Zhob, Chagai, Kalat, Makran (oder Mekran), Kharan und Lasbela). In den folgenden Jahrzehnten kamen neue Distrikte hinzu. Im Jahr 2016 war die Provinz Belutschistan in 32 Distrikte aufgeteilt.
Im Jahr 2017 gab die belutschische Provinzregierung die Einrichtung zweier neuer Distrikte bekannt: Duki aus Teilen von Loralei und Surab aus Teilen von Kalat. Ob die Distrikteinrichtung vollständig erfolgt ist, ist derzeit (2021) unklar. Die Art und Weise der Distrikteinrichtung wurde in der pakistanischen Presse zum Teil als rein politisch motiviert kritisiert. Duki war die Heimat von Yaqoob Nasar, eines hohen Funktionärs der Muslim League (N) und aus Surab stammte der damalige Chief Minister von Belutschistan, Sanaullah Zehri. Kurz nach der Ankündigung wurde bekanntgegeben, dass Surab in Shaheed Skindarabad, nach dem verstorbenen Sohn des Chief Ministers, umbenannt werden solle. Am 30. Juni 2021 wurde die Bildung eines weiteren Distrikts Chaman aus der Stadt Chaman und dem Tehsil Saddar Chaman des Distrikts Qila Abdullah bekanntgegeben.
Im Jahr 2021 gab es 34 Distrikte. Die Distrikte sind weiter in Tehsils unterteilt. Die Nummerierung der folgenden Tabelle entspricht der der nebenstehenden Karte.
| Nr.                   | Distrikt                      | Fläche in km² (2017) | Bevölkerung | Bevölkerung | Bevölkerung | Bevölkerung | Bevölkerung |
| Nr.                   | Distrikt                      | Fläche in km² (2017) | 1961        | 1972        | 1981        | 1998        | 2017        |
| --------------------- | ----------------------------- | -------------------- | ----------- | ----------- | ----------- | ----------- | ----------- |
| 1                     | Awaran                        | 029.510              | 31.893      | 51.918      | 110.353     | 118.173     | 121.680     |
| 2                     | Barkhan                       | 003.514              | 29.756      | 44.704      | 61.686      | 103.545     | 171.556     |
| 3                     | Chagai                        | 044.748              | 21.414      | 34.034      | 63.713      | 104.534     | 226.008     |
| 4                     | Chaman                        | –                    | –           | –           | –           | –           | –           |
| 5                     | Dera Bugti                    | 010.160              | 32.049      | 52.718      | 103.821     | 181.310     | 312.603     |
| 6                     | Duki                          | –                    | –           | –           | –           | –           | –           |
| 7                     | Gwadar                        | 012.637              | 49.661      | 90.820      | 112.385     | 185.498     | 263.514     |
| 8                     | Harnai                        | 002.492              | –           | –           | –           | –           | 97.017      |
| 9                     | Jafarabad                     | 001.643              | 101.647     | 179.981     | 265.342     | 432.817     | 513.813     |
| 10                    | Jhal Magsi                    | 003.615              | 53.031      | 75.261      | 68.092      | 109.941     | 149.225     |
| 11                    | Kalat                         | 008.416              | 30.821      | 71.746      | 209.149     | 237.834     | 412.232     |
| 12                    | Kech (bis 1996 Turbat)        | 022.539              | 70.326      | 147.978     | 379.467     | 413.204     | 909.116     |
| 13                    | Kachhi (bis 2008 Bolan)       | 005.682              | 93.858      | 123.720     | 200.863     | 255.480     | 237.030     |
| 14                    | Kharan                        | 014.958              | 38.845      | 76.800      | 128.040     | 206.909     | 156.152     |
| 15                    | Khuzdar                       | 035.380              | 71.214      | 146.207     | 276.449     | 417.466     | 802.207     |
| 16                    | Kohlu                         | 007.610              | 28.101      | 55.497      | 71.269      | 99.846      | 214.350     |
| 17                    | Lasbela                       | 015.153              | 82.997      | 125.263     | 188.139     | 312.695     | 574.292     |
| –                     | Lehri (aufgelöst 2018)        | –                    | –           | –           | –           | –           | 118.046     |
| 18                    | Loralai                       | 008.018              | 46.065      | 84.366      | 204.055     | 250.147     | 397.400     |
| 19                    | Mastung                       | 003.308              | 33.718      | 74.690      | 130.207     | 160.546     | 266.461     |
| 20                    | Musakhel                      | 005.728              | 24.320      | 38.547      | 91.174      | 134.056     | 167.017     |
| 21                    | Nasirabad                     | 003.387              | 21.458      | 43.893      | 129.112     | 245.894     | 490.538     |
| 22                    | Nushki                        | 005.797              | 19.849      | 31.261      | 56.742      | 98.030      | 178.796     |
| 23                    | Panjgur                       | 016.891              | 27.228      | 56.820      | 160.750     | 234.051     | 316.385     |
| 24                    | Pishin                        | 006.218              | 61.512      | 135.939     | 208.007     | 376.728     | 736.481     |
| 25                    | Quetta                        | 003.447              | 142.137     | 252.577     | 383.403     | 764.040     | 2.275.699   |
| 26                    | Qilla Abdullah                | 004.894              | 63.818      | 113.215     | 170.590     | 360.724     | 757.578     |
| 27                    | Qilla Saifullah               | 006.831              | 37.577      | 72.086      | 148.362     | 193.553     | 342.814     |
| 28                    | Sherani                       | 004.310              | –           | –           | –           | –           | 153.116     |
| 29                    | Sibi                          | 007.121              | 74.227      | 111.046     | 134.742     | 212.974     | 135.572     |
| 30                    | Sohbatpur                     | 00.0802              | –           | –           | –           | –           | 200.538     |
| 31                    | Surab                         | –                    | –           | –           | –           | –           | –           |
| 32                    | Washuk                        | 033.093              | –           | –           | –           | –           | 176.206     |
| 33                    | Zhob (bis 1976 Fort Sandeman) | 015.987              | 50.109      | 99.903      | 213.285     | 275.142     | 310.544     |
| 34                    | Ziarat                        | 003.301              | 15.853      | 37.688      | 63.179      | 80.748      | 160.422     |
| Provinz Belutschistan | Provinz Belutschistan         | 347.190              | 1.353.484   | 2.428.678   | 4.332.376   | 6.565.885   | 12.344.408  |

1. 1 2 3  Distrikt wurde erst nach dem Jahr 2017 gebildet.
2. ↑  Der Distrikt Harnai wurde 2007 aus Teilen von Sibi gebildet.
3. ↑  Der Distrikt Lehri wurde 2013 aus Teilen von Sibi und Kachhi gebildet, 2018 wieder aufgelöst und in Sibi eingegliedert.
4. ↑  Der Distrikt Harnai wurde 2006 aus Teilen von Zhob gebildet.
5. ↑  Der Distrikt Sobatpur wurde 2013 aus Teilen von Jafarabat gebildet.
6. ↑  Der Distrikt Washuk wurde 2005 aus Teilen von Kharan gebildet.

## Wirtschaft
In der inneriranischen Beckenlandschaft besteht nur in wenigen Räumen Möglichkeit zum Bewässerungsfeldbau. Ein intensiver Regenfeldbau ist durch die geringen und stark variierenden Niederschlagsereignisse nicht möglich. Die bescheidenen Weidebedingungen stellen in weiten Teilen die einzige Wirtschaftsgrundlage dar; doch sind die Tierhalter zu einer mobilen Lebens- und Wirtschaftsweise gezwungen.
Im zentralen Gebirgsland ist durch die Nutzung von Karezen (unterirdischen Bewässerungskanälen) ein intensiver Acker- und Obstbau möglich, daneben findet auch die Wanderviehwirtschaft günstige Bedingungen. Im Winter wird diese Region aber von vielen Bewohnern angesichts der niedrigen Temperaturen verlassen, da es an Heizmaterial mangelt. Der Nordosten des zentralen Gebirgslandes eignet sich aufgrund der relativ gemäßigten Temperaturen und der größeren Grundwasserreserven am besten für eine stationäre Lebensweise.
In den Oasen im westlichen Teil werden Datteln, Zitrusfrüchte und Bananen angebaut. Der südwestliche Teil des Gebirgslands ist dagegen nur von geringer wirtschaftlicher Bedeutung. Hier werden lediglich die Weideflächen für eine mobile Viehhaltung genutzt.
Die Böden der Tieflandsbucht von Kachhi Sibi könnten eigentlich gut durch den Ackerbau benutzt werden, allerdings mangelt es aufgrund der geringen Niederschläge an Wasser. Es ist nur im Herbst möglich, eine Aussaat auszubringen, wenn aus den die Bucht umgebenden Gebirgen Flutwasser ins Tal kommt. Die wie in allen Teilen Belutschistan spärliche Weide gestattet eine ganzjährige Nutzung, wird aber bevorzugt nur im Winterhalbjahr genutzt, da im Sommer hohe Temperaturen mit hoher Luftfeuchtigkeit Mensch und Tier zu schaffen machen. Im Winter ziehen die warmgemäßigten Temperaturen aber die Herden aus dem Gebirgsfächer an. Es kann auch zu Sommerniederschlägen kommen, die das Weideangebot begünstigen.
Die Bucht von Las Belas stellt einen ganzjährig nutzbaren Raum dar, der während des Winters auch die Aufgabe eines Ergänzungsraumes für die Gebirgsbevölkerung erfüllt. Der Küstenstreifen von Mekran verfügt dagegen nur über eine sehr geringe Vegetationsdecke und bietet keinerlei Möglichkeiten für eine agrarische Nutzung. Auch aufgrund der ungünstigen klimatischen Bedingungen ist eine wirtschaftliche Nutzung dieses Teils sehr schwierig.
Beim Ort Sui im Tehsil Dera Bugti befindet sich eines der größten Erdgasfelder des Landes.
In den letzten Jahren rückt der Ausbau des Hafens Gwadar immer stärker in den Blickpunkt der Weltöffentlichkeit, zumal die Arbeiten von der Volksrepublik China finanziert werden. Gwadar sollte im ersten Jahrzehnt des 21. Jahrhunderts mit einer Pipeline verbunden werden, die bis in den Westen von China reiche, um die dortige Energieversorgung sicherzustellen. Der Hafen liegt strategisch günstig in der Nähe des Persischen Golfs, sodass auch über einen Außenposten der chinesischen Marine verhandelt wird. Es war eine Iran-Pakistan-Indien-Pipeline geplant, die bis Dezember 2014 fertiggestellt sein sollte, doch Indien zog sich wegen Streitigkeiten mit dem Nachbarland zurück und wegen den internationalen Sanktionen gegen Iran ist das Projekt einer Iran-Pakistan-Pipeline (Stand 2025) unterbrochen.

## Geschichte

### Antike bis Neuzeit
Das Gebiet der pakistanischen Provinz Belutschistan erfüllte in einer frühgeschichtlichen Periode eine Brückenfunktion zwischen der mesopotamischen Kultur und der Induskultur. Zu dieser Zeit wurden hier Reis und Hirse angebaut. Die vor allem in den Bergen herrschende Kultur war die Kulli-Kultur, deren Bevölkerung teilweise in Städten lebte und über aufwendige Bewässerungsanlagen verfügte. Überbevölkerung und die daraus resultierenden Desertifikationsmechanismen führten jedoch bald zu einem Rückgang der Ernteerträge und damit zum Ende dieser Kultur um 2000 v. Chr. Danach folgte eine Zwischenzeit, in der die Gegend anscheinend unbewohnt war. Um 500 v. Chr. ließen sich wieder Menschen in dieser Gegend nieder, von denen aber, abgesehen von deren bunter Keramik, wenig bekannt ist. Aus schriftlichen Quellen kann erschlossen werden, dass die Landschaft in dieser Zeit unter der Herrschaft diverser Großreiche stand. In der Antike hieß der südliche Teil der Provinz Gedrosia.
Erst durch die arabische Ostwanderung im 7. Jahrhundert tauchen Berichte über Orte im heutigen Belutschistan auf, Anfang des 8. Jahrhunderts wurde der gesamte Südteil von den Arabern erobert.
Die Araber bauten Straßen und Wasserleitungen. In der Zeit der Ghaznaviden- (10. und 11. Jahrhundert) und der anschließenden Ghoriden-Herrschaft (12. und 13. Jahrhundert) wanderten Belutschen und Brahui-Stämme ein, welche die Araber absorbierten. Die Paschtunen besiedelten schon im 7. Jahrhundert den Norden Belutschistans, der im frühen 13. Jahrhundert in die Einflusssphäre des von Dschingis Khan begründeten mongolischen Großreiches kam.
Anfang des 14. Jahrhunderts geriet das Gebiet des heutigen Belutschistans unter die Herrschaft der Moguln. Doch in der zweiten Hälfte des 15. Jahrhunderts konnten die Belutschen unter der Führung Mir Chakars die Mogulenherrschaft abschütteln und das erste und einzige Belutschenreich gründen. Es umfasste das pakistanische und das iranische Belutschistan, Südafghanistan, Sindh und das Punjab bis südlich von Multan. Dieses Reich, das die heutige Verbreitung der Belutschen in diesen Gebieten zur Folge hat, zerfiel nach dem Tod von Mir Chakar.
Danach geriet dieser Landstrich nacheinander unter die Macht der Safawiden (1559–1595), der Moguln (1595–1638) und wiederum der Safawiden (1638–1708). Zwischen 1708 und 1879 war das Land mit kleinen Zwischenperioden unter Kontrolle der paschtunischen Ghilzai. In dieser Zeit konnten die Paschtunen ihre wirtschaftliche Stellung ausbauen, während die Brahui im Süden gegenüber den Belutschen die Oberhand gewannen. Auch unterstützt durch Nadir Schah von Persien errichteten sie 1766 ein Khanat und damit ein zweites Reich in diesem Gebiet, des allerdings nur ein Subreich des Ghilzaireiches war. Dieses endete 1839, mit der Ermordung des Herrschers durch die Briten.

### Kolonialzeit
Die Ghilzai-Periode endete mit dem Vertrag von Gandamak (1879), in dem die Briten ihre Machtstellung endgültig etablierten und Belutschistan in ihr Kolonialreich einverleibten. Damit übernahm erstmals eine der indigenen Bevölkerung in kultureller, wirtschaftlicher und gesellschaftlicher Hinsicht vollkommen fremde und militärisch klar überlegene Gruppe die Macht. Bis dahin hatten die Fremdherrschaften kaum Spuren in Belutschistan und bei seinen Bewohnern hinterlassen, dieses änderte sich mit dem Beginn der britischen Kolonialzeit.
Die Briten verfolgten mit der „Eingliederung“ Belutschistans und der Nordwestgrenzprovinz in ihr Kolonialreich Britisch-Indien das Ziel, die wirtschaftlichen Kernräume (hier: Pundschab und Sind) gegenüber den „turbulent frontiers“ mit breiten befriedeten Randzonen abzusichern. Im Westen und Nordwesten spielten auch imperiale Interessen eine Rolle, da man eine Ausdehnung Russlands nach Süden verhindern wollte. Dieses gelang im Zweiten Anglo-Afghanischen Krieg (1878–1880), in dem man Afghanistan als abhängigen Pufferstaat etablierte.
In Belutschistan wurden nur die Region um Quetta, der Korridor der Eisenbahnlinie Karatschi-Quetta und die Grenzregion entlang der Durand-Linie zu Afghanistan direkt verwaltet, der gesamte strategisch uninteressante Süden und der Südosten von Sibi wurde durch das „indirect rule“ in Abhängigkeit gehalten. Die Vorgehensweise in dieser Region hatte Modellcharakter für alle von den Briten kontrollierten Stammesgebiete im Commonwealth. Der größte Teil dieser Gebiete unterstand dem Khan von Kalat mit den Provinzen Kachhi, Sarawan, Jhalawan, Las Bela und Makran. Die Belutschen-Stämme der Marri und Bugti pflegten direkte Beziehungen zu den Briten.
Belutschistan wurde allein unter strategischen Gesichtspunkten verwaltet, die Briten interessierten sich nicht für die durch ihre Politik ausgelösten Veränderungen des komplexen räumlichen Nutzungsmusters mit den weitreichenden sozialen und ökologischen Konsequenzen.
Teile Belutschistans waren bereits seit 1876 Teil des selbstregierten, britischen Protektorats Kalat. Die britische Regierung stimmte der Einrichtung eines freien Staates Belutschistan zu, dem auch die Stammesgegenden der Marri und Bugti angehören sollten. Das britische Protektorat endete mit der Unabhängigkeit Britisch-Indiens.

### Unabhängigkeit (seit 1947)
Nach der Teilung Indiens 1947 in einen Muslim-Staat Pakistan und das restliche Indien kamen die mehrheitlich muslimischen Gebiete, die unter direkter britischer Herrschaft standen, automatisch direkt zu dem neuen Staat Pakistan. Der größte Teil Belutschistans stand jedoch nur indirekt unter britischer Kontrolle und unter Herrschaft einheimischer Fürsten. Diese schlossen sich im Laufe des Jahres 1948 – teilweise nicht ganz freiwillig, sondern unter erheblichem militärischen Druck – dem pakistanischen Staatsverband an. Innerhalb Pakistans wurde dann aus vier Fürstenstaaten (Kalat, Kharan, Las Bela und Makran) 1952 als größere Verwaltungseinheit die Baluchistan States Union gebildet. Diese wurde nach Inkrafttreten der neuen Verfassung 1956, die die Vorrechte der ehemaligen Fürsten bei der Verwaltung weitgehend beseitigte, aufgelöst und in die neue Provinz Belutschistan eingegliedert.
Pakistan legte viel Wert auf die Kontrolle seiner Grenzen und schränkte die großen saisonalen Wanderungsbewegungen der afghanischen Nomaden nach Pakistan ein. Gegenüber den einheimischen Stämmen wurde die „indirect rule“ beibehalten, bis 1960 das „Basic Democracy System“ eingeführt wurde. Die Bewohner wurden weitgehend sich selbst überlassen, ein Abbau der in vielen Bereichen vorhandenen Disparitäten innerhalb Pakistans wurde nicht vorangetrieben. In den Jahren 1958–1969 und 1973–1977 kam es zu weiteren kriegerischen Auseinandersetzungen. Die Balochistan Police wurde 1963 gegründet.
Das internationale Desinteresse änderte sich schlagartig mit der Intervention der Sowjetunion in Afghanistan 1979. Belutsch-Separatisten wurden von der Sowjetunion unterstützt, um Pakistan zu destabilisieren, dessen Flüchtlingslager als Zentren des afghanischen Widerstandes galten. Seitdem wurden einige Entwicklungsprojekte gestartet und Aktionspläne aufgestellt z. B. der Action Plan for Employment and Manpower Development in Balochistan (1991).
Im Mai 1998 wurden von Pakistan in der nordwestlichen Region mehrere unterirdische Nukleartests durchgeführt. Diese waren eine Antwort auf die zweiten indischen Atomtests.
Rebellen forderten auch weiterhin die Unabhängigkeit Belutschistans. 2004 brach der heftigste Konflikt aus. 2006 wurde der Rebellenführer Nawab Akbar Bugti von pakistanischen Sicherheitskräften getötet. Im Verlauf der Jahre reagierten die Separatisten immer brutaler. Es wurden nicht nur Gasleitungen gesprengt, sondern auch Entwicklungshelfer, Diplomaten und Journalisten entführt und getötet. Es werden zunehmend Übergriffe auf Zuwanderer aus anderen pakistanischen Provinzen gemeldet, die teilweise schon in vierter Generation hier leben. Grundsätzlich lässt sich sagen, die Zivilgesellschaft ist schwach ausgeprägt, staatliche Repressionen sind allgegenwärtig und Menschenrechtsverletzungen an der Tagesordnung.
Auf der anderen Seite wird auch die pakistanische Armee von Menschenrechtsaktivisten beschuldigt, einen „schmutzigen Krieg“ zu führen und vielfach unliebsame Personen rechtswidrig einfach verschwinden zu lassen. Pakistanische und internationale Journalisten haben nur eingeschränkt die Möglichkeit, vor Ort an Informationen aus erster Hand zu kommen. Die freie und kritische Berichterstattung über die Armee ist pakistanischen Journalisten nur sehr eingeschränkt möglich. 2010 wurde die Baloch Republican Army verboten.
In Belutschistan wurden in den 2010er Jahren zahlreiche Hazara durch sunnitische Fanatiker ermordet, die die schiitischen Hazara als Häretiker bezeichnen und ihnen absprechen, Muslime zu sein. Auch Ahmadis wurden als angebliche „Häretiker“ ermordet.